# Kanton Digne-les-Bains-Ouest
Kanton Digne-les-Bains-Est (franc. Canton de Digne-les-Bains-Ouest) – kanton w okręgu Digne-les-Bains w departamencie Alpy Górnej Prowansji (franc. Alpes-de-Haute-Provence) w regionie Prowansja-Alpy-Lazurowe Wybrzeże (franc. Provence-Alpes-Côte d’Azur). W jego skład wchodzi 10 gmin:
- Digne-les-Bains
- Aiglun
- Barras
- Le Castellard-Melan
- Le Chaffaut-Saint-Jurson
- Champtercier
- Mallemoisson
- Mirabeau
- Hautes-Duyes
- Thoard[2]

W kantonie w 2012 roku zamieszkiwało 12 820 osób.